# Anthony Mavunde
Anthony Peter Mavunde (* 2. März 1984) ist ein tansanischer Politiker. Er ist Mitglied der Partei Chama Cha Mapinduzi (CCM), Parlamentsmitglied und seit 2023 Mineralienminister.

## Leben

### Ausbildung
Anthony Mavunde besuchte die Mazengo Primary School in Dodoma und anschließend erst die City Secondary School und dann das St. Francis De Sales Junior Seminar. Von 2004 bis 2007 machte er an der Universität Mzumbe ein Bachelor-Studium und anschließend studierte er Internationale Beziehung an der Universität Dodoma mit dem Abschluss Master im Jahr 2012.

### Beruf
Von 2013 bis 2015 war er Geschäftsführer der Firma Federation of Miners Association of Tanzania (FEMATA), seit 2010 ist er geschäftsführender Gesellschafter einer Anwaltsfirma.

## Politik
Anthony Mavunde ist seit 2006 Mitglied der Partei Chama Cha Mapinduzi, bei der er 2008 regionaler Jugendleiter und 2012 Mitglied des Nationalen Exekutivrates wurde. Im Jahr 2015 wurde er Parlamentsmitglied, im gleichen Jahr berief ihn Präsident John Magufuli zum stellvertretenden Minister für Arbeit, Beschäftigung und Jugend. Nachdem er von 2020 bis 2022 wieder einfaches Parlamentsmitglied war, machte ihn Präsidentin Samia Suluhu Hassan 2022 zum stellvertretenden Agrarminister. Seit 2023 ist Mavunde Minister für Mineralien.